# Dipriocampe elongata
Dipriocampe elongata is een vliesvleugelig insect uit de familie Tetracampidae. De wetenschappelijke naam is voor het eerst geldig gepubliceerd in 1951 door Erdös.